# São Félix
São Félix este un oraș în statul Bahia (BA) din Brazilia.